# Manoir de Kerliniou
Le manoir de Kerlinou est un édifice situé à Langonnet en France.

## Localisation
Le manoir est situé sur le territoire de la commune de Langonnet, au lieu-dit Kerliniou, dans le département du Morbihan en région Bretagne.

## Description
Le manoir date du XVIIe siècle, édifice en pierre de taille  de granite à un étage carré avec une toiture à longs pans couverte d'ardoises, pignon couvert. Escalier dans-œuvre : escalier tournant à retours sans jour.

## Historique
Le manoir est inscrit à l'inventaire général du patrimoine culturel en 1969.